# Midjourney
Midjourney este o platformă care are ca scop crearea de imagini senzaționale cu ajutorul inteligenței artificiale în baza descrierilor textuale. A fost lansată public la data de 12 Iulie 2022 în versiune open beta și se folosește de un server Discord pentru generarea creațiilor artistice. Midjourney se autointitulează “un laborator de cercetare independent care explorează noi medii de gândire și extinde puterile imaginative ale speciei umane” și a fost creat de către David Holz. David Holz are un istoric solid, fiind co-fondator Leap Motion  sau contractor la NASA în programul de cercetare în neuroștiință.

## Misiunea Midjourney
Într-un interviu acordat publicației online Forbes, David Holz a spus că “scopul este de a face oamenii mai imaginativi, nu de a face mașini imaginative, ceea ce cred că este o distincție importantă.” 

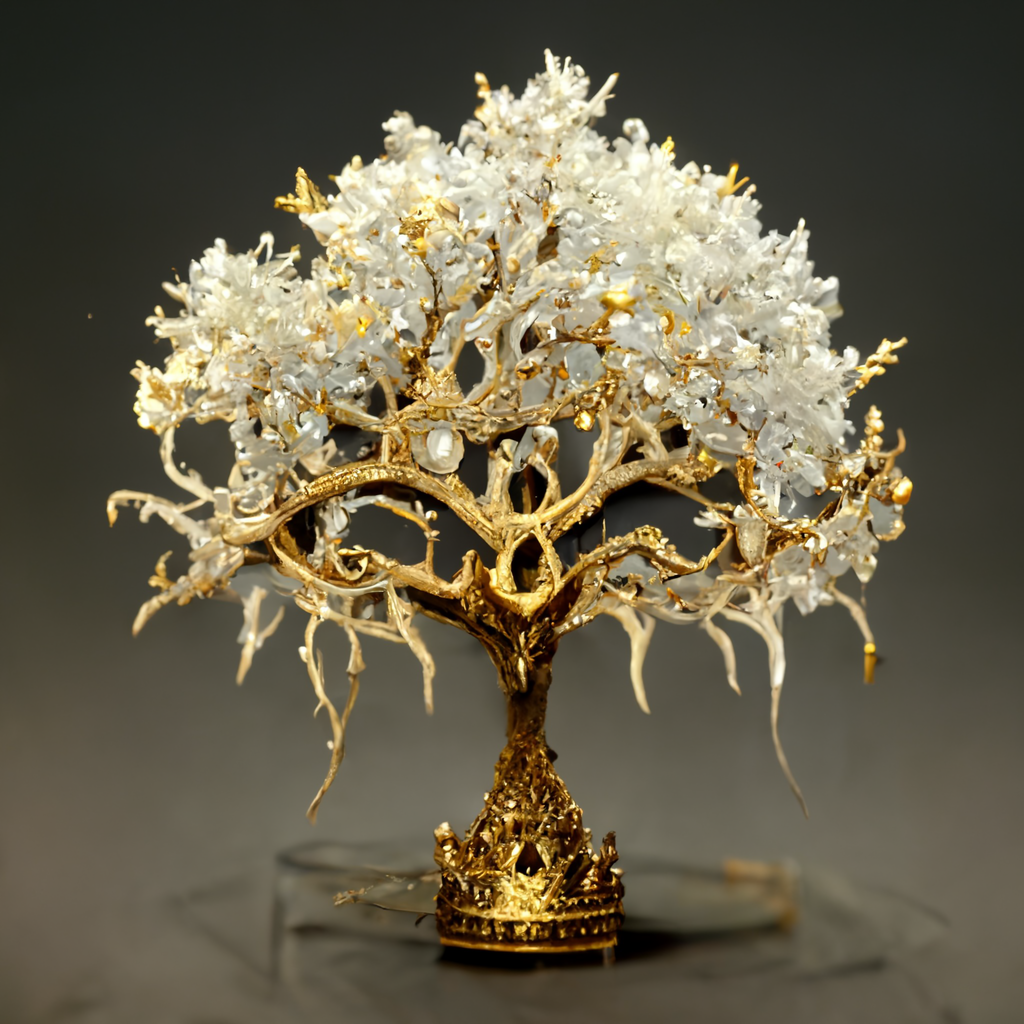
Un copac alb supra-realistic cu tulpină și ramuri aurii - imagine generată cu Midjourney

## Istoric
Midjourney este o companie americană care s-a lansat public în 12 Iulie 2022. Majoritatea membrilor echipei sunt din San Francisco. Cercetările asupra imaginației în strânsă legătură cu AI (Artificial Intelligence) porniseră încă de la începutul anului 2021. Rezultatele au oferit perspective încuranjante, astfel încât compania și-a început activitatea ca un business de tip freemium înregistrând profit chiar de la început.

## Cum funcționează
Pentru moment, utilizatorii pot crea imagini doar dacă își creează un cont în Discord. Pe serverul Midjourney aceștia pot adera pentru început la canalele de începători, unde pot da o comandă de bază în limba engleză /imagine, folosind un prompt în care descriu imaginea dorită. Exemplu:
```
/imagine futuristic building with trees 
```

Botul va genera patru imagini, iar utilizatorii pot opta ulterior la generarea altor variante pentru fiecare dintre acestea sau la generarea finală cu o rezoluție bună a imaginii dorite .  
Versiunea gratuită folosește comanda /relax, la care timpul de așteptare pentru generarea unei imagini este mai mare. 

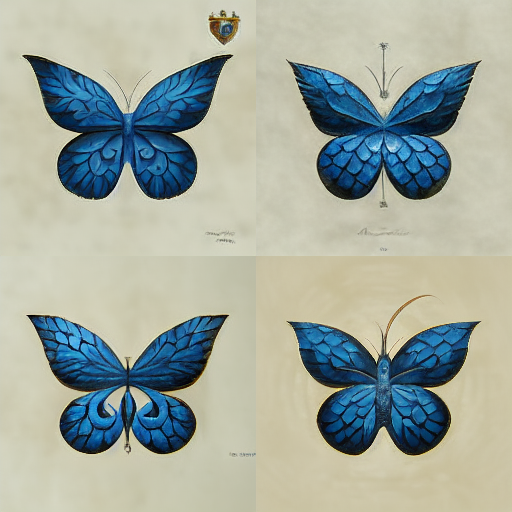
Heraldic blue butterfly - Imagine generată cu ajutorul Midjourney

### Comenzi frecvent utilizate de Midjourney
Există o serie de setări, preferințe, parametri și comenzi pe care utilizatorii le pot folosi pe serverul Midjourney în relația cu botul. Dintre comenzile de bază, cele mai frecvente sunt: 
- /imagine – generează imagini din descrieri textuale
- /relax – creațiile sunt gratuite, însă timpul de așteptare pentru generarea imaginii este mare
- /fast – creațiile sunt taxate exponențial cu viteza de creare
- /private – creațiile sunt private
- /public – creațiile sunt publice
- /help - oferă informații despre bot
- /info –oferă informații despre profilul utilizatorului
- /subscribe – comandă cu ajutorul căreia se subscribe la un bot

## Pro sau contra
David Holz explică pentru The Register că ceea ce oferă Midjourney diferă de conceptele Photoshop. În timp ce în cazul Photoshop s-a pus problema falsificării oricărei fotografii sau imagini, Midjourney se axează pe senzație. Însă, Holz atrage atenția că setea de senzație poate apela la lucruri extreme pe care momentan compania nu le poate controla total, deși platforma a banat o serie de cuvinte cheie considerate fie periculoase, fie ofensatoare.
Mulți susținători ai imaginilor generate cu ajutorul AI nu văd un pericol în evoluția acestui trend. Există industrii care se pot baza pe colaborarea cu aceste creații generate împreună cu inteligența artificială.
Pe de altă parte, există precedente precum lucrarea Théâtre D’opéra Spațial create cu ajutorul Midjourney, care a câștigat Concursul de arte plastice din Colorado State Fair. Este un subiect disputat despre drepturile de autor și înlocuirea artiștilor de către AI.